# Renwu
Renwu (chinesisch 仁武區, Pinyin Rénwǔ qū, taiwanisch: Jîn-bú-khu) ist ein Bezirk der regierungsunmittelbaren Stadt Kaohsiung in der Republik China (Taiwan).

## Lage und Beschreibung
Renwu liegt im Südwesten der Stadt Kaohsiung und grenzt im Westen an die Kernstadt. Seine Nachbarbezirke sind Dashe im Norden, Dashu im Osten, Niaosong und Sanmin im Süden sowie Zuoying und Nanzi im Westen. Der Bezirk teilt sich in die 16 Viertel Dawan, Wannei, Kaotan, Wulin, Renfu, Renwu, Wenwu, Zhuhou, Bagua, Gaonan, Houan, Zhonghua, Wuhe, Renhe, Chishan und Renci. Das Gelände ist im Westen flach und wird nach Osten hin hügeliger.
Im Jahr 1971 lebten hier etwa 14.000 Menschen. In den folgenden Jahrzehnten wuchs die Bevölkerung um ein Vielfaches und lag im August 2024 bei 98.317 Einwohnern, womit Renwu zu den bevölkertsten Bezirken außerhalb der Kaohsiunger Kernstadt gehört. Innerhalb Renwus bestehen große Unterschiede. So lebten im urbanen, zur Kernstadt hin gelegenen Viertel Bagua im Jahr 2023 etwa 23.000 Menschen, im nordöstlich gelegenen Renfu jedoch nur circa 900.

## Geschichte

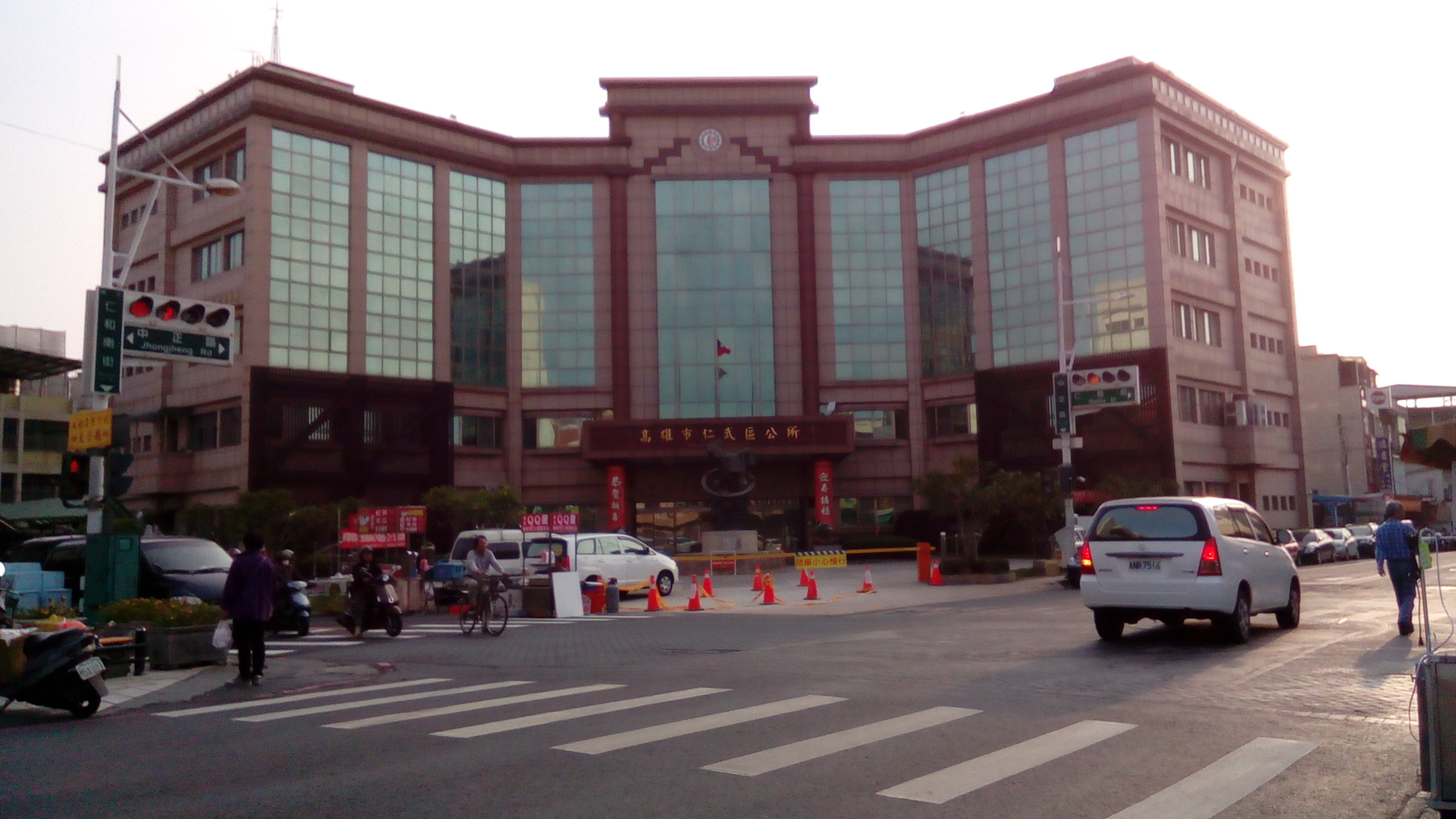
Das Bezirksamt von Renwu

Die Besiedlung Renwus durch chinesische Siedler begann im 17. Jahrhundert zur Zeit des Königreichs Tungning. Schon zu dieser Zeit erhielt das Gebiet seinen Namen. „Ren“ (仁) bedeutet „gütig“, „wu“ „kriegerisch“ oder „wehrhaft“. Der Name soll sich auf ehemalige Soldaten beziehen, die das Gebiet als Wehrbauern urbar machen sollten. Nach dem Zweiten Weltkrieg gehörte Renwu zum Landkreis Kaohsiung. Am 25. Dezember 2010 wurde der Landkreis an die Stadt Kaohsiung angegliedert und Renwu ein Bezirk dieser Stadt. Mit der Eröffnung des Renwu (heute Renda)-Industrieparks im Jahr 1972 begannen Industrialisierung und Urbanisierung des Bezirks.

## Verkehr und Wirtschaft

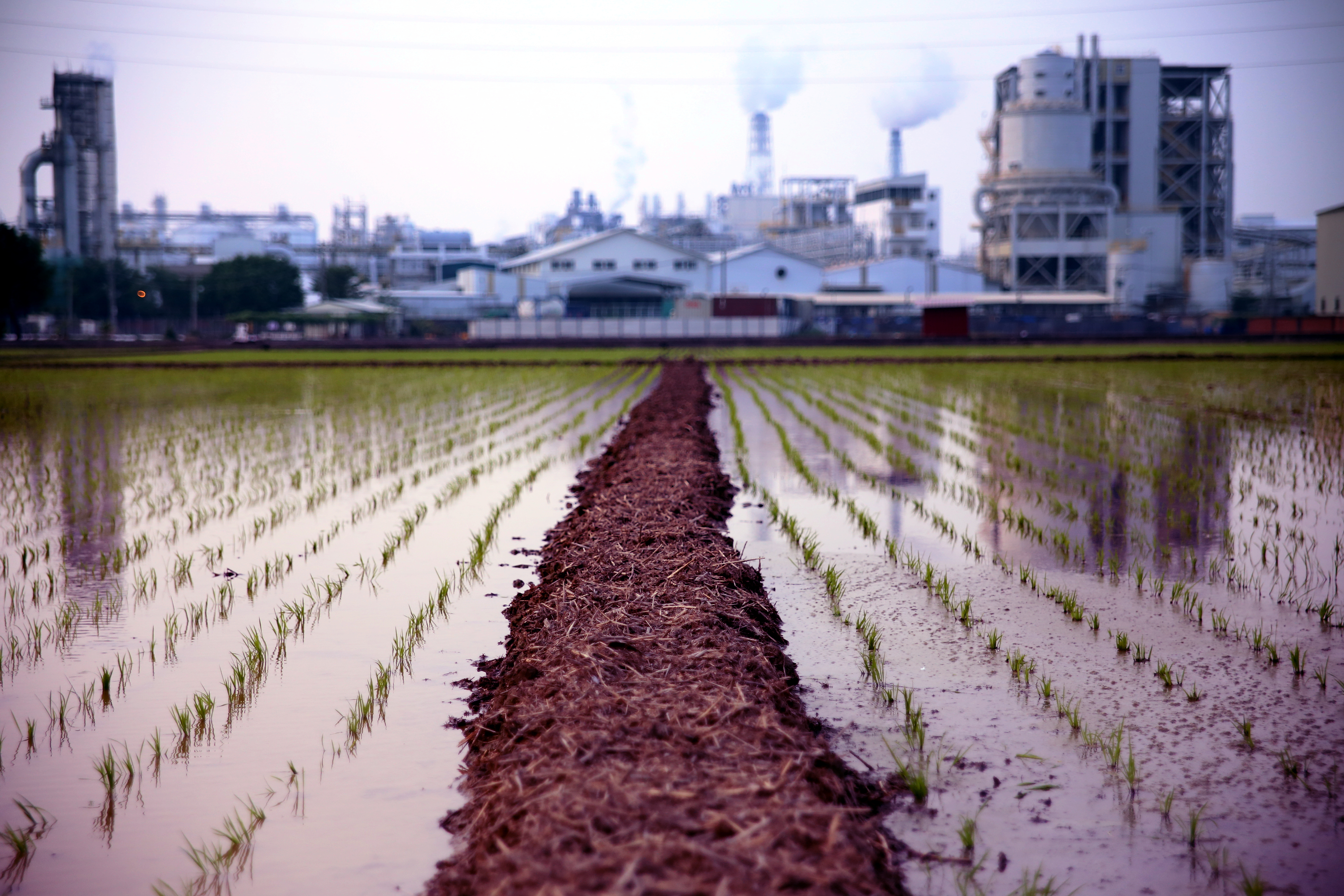
Reisfeld und Werk der Formosa Plastics Group (2013)

Renwu wird von den Autobahnen Nationalstraße 1 und Nationalstraße 10 sowie von der Provinzstraße 1 durchquert. Ein weiterer wichtiger Verkehrsweg ist die Stadtstraße 183 (市道 183), die den Bezirk von Nordwest nach Südost durchzieht.  Die Taiwan High Speed Rail THSR und die Taiwanische Eisenbahn TRA verlaufen ebenfalls durch den Bezirk, doch ohne Haltestellen. Im öffentlichen Nahverkehr stehen einige Buslinien zur Verfügung.
Der früher rein landwirtschaftlich geprägte Bezirk erfuhr nach dem Zweiten Weltkrieg eine Industrialisierung, vor allem durch die Errichtung des Renda-Industrieparks im Norden an der Grenze zu Dashe Anfang der 1970er Jahre. Die Petrochemieindustrie bildet den Schwerpunkt des Parks, des Weiteren gibt es u. a. Metallverarbeitung, Kunststoffverarbeitung und Elektroindustrie. Der Park und die Firmen, die sich in seiner Nähe ansiedelten (z. B. das Renwu-Werk der Formosa Plastics Group), trugen mit ihrem Angebot an Arbeitsplätzen erheblich zum Bevölkerungswachstum Renwus bei.
Bedeutende landwirtschaftliche Produkte des Bezirks sind Tomaten und Schwammkürbisse. In Renwu befinden sich der Sitz der Taiwan Times, einer der größten Zeitungen Taiwans, und die Renwu-Müllverbrennungsanlage (仁武垃圾焚化廠).

## Kultur und Sehenswürdigkeiten
In Renwu gibt es eine Reihe daoistischer und buddhistischer Tempel sowie einige christliche Gemeinden. Ältestes und bedeutendstes Heiligtum ist der im Viertel Renwu gelegene Fu-Qing Gong (福清宮), dessen Geschichte in die Zeit der ersten chinesischen Siedler zurückreicht. Der Name des Tempels setzt sich aus den Abkürzungen der Namen der beiden Hauptgottheiten zusammen, nämlich Fude Zhengshen (der Erdgott) und Qingshui (ein buddhistischer Heiliger, der wie eine Gottheit verehrt wird).
Beliebte Naherholungsgebiete Renwus sind der Jiufanpi-Feuchtgebietspark (九番埤濕地公園) und der Guanyin-See (觀音湖).